# Nadeschda Wassilewa (Skilangläuferin)
Nadeschda Wassilewa (* 25. Juni 1937 in Sofia) ist eine ehemalige bulgarische Skilangläuferin.

## Werdegang
Wassilewa startete international erstmals bei den Olympischen Winterspielen 1960 in Squaw Valley. Dort belegte sie den 19. Platz über 10 km. Bei den Olympischen Winterspielen 1964 in Innsbruck lief sie auf den 21. Platz über 5 km, auf den 20. Rang über 10 km und auf den fünften Platz mit der Staffel. Im selben Jahr errang sie bei der Winter-Universiade in Špindlerův Mlýn den achten Platz über 5 km. Bei den Weltmeisterschaften im Februar 1966 in Oslo wurde sie Neunte über 5 km, Siebte über 10 km und Sechste mit der Staffel. Zuvor holte sie bei der Winter-Universiade in Sestriere die Goldmedaille mit der Staffel. Ihre letzten internationalen Rennen absolvierte sie bei den Olympischen Winterspielen 1968 in Grenoble. Dort kam sie auf den 27. Platz über 10 km, auf den 24. Rang über 5 km und auf den achten Platz mit der Staffel.